# Vrio Corp.
Vrio Corp., o simplemente Vrio (anteriormente DirecTV Latin America, LLC.) es una empresa estadounidense que se encarga de administrar las operaciones comerciales de la filial latinoamericana de DirecTV (más conocida como DirecTV Latin America). 
Es una subsidiaria del Grupo Werthein. Produce contenido para televisión, y posee varios canales de televisión con cinco telepuertos en Argentina, Brasil, Colombia y California. En 2021 el Grupo Werthein adquirió Vrio Corp por US$500 millones. La compra no incluyó a Sky México, empresa en la cual Vrio posee un 41% de acciones, las cuales fueron vendidas de vuelta a AT&T.

## Historia

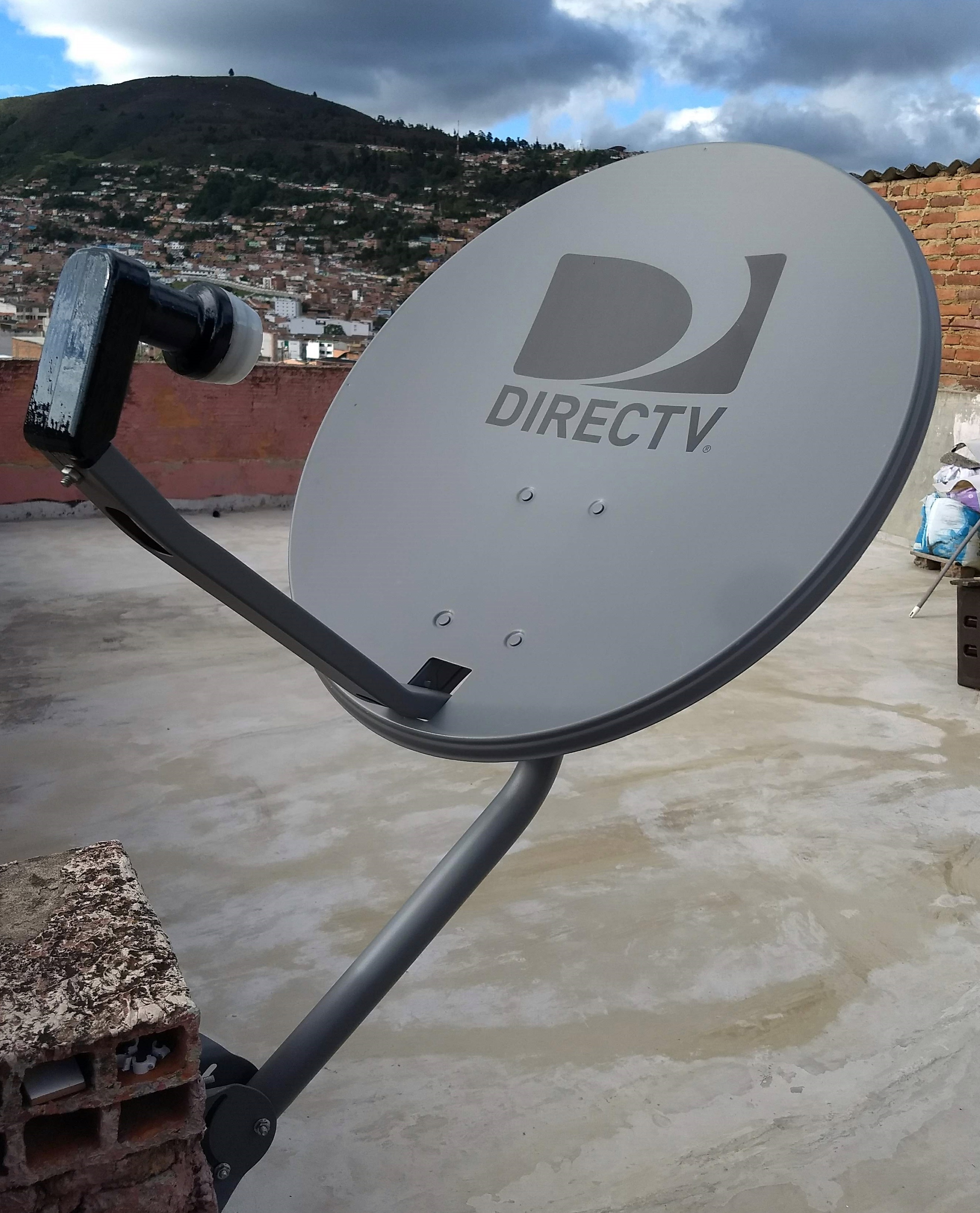
Antena de DirecTV

En 1994, Hughes Electronics Corporation y en conglomerado venezolano Grupo Cisneros decidieron crear una empresa conjunta denominada Galaxy Latin America, cuyo fin era el de distribuir los servicios de DirecTV Inc. en 27 países latinoamericanos con una oferta inicial de 144. En ese mismo año, entra en el mercado chileno y mexicano.
El 15 de febrero de 2004, DirecTV Latin America y News Corporation anunciaron la fusión entre las proveedoras DirecTV y Sky Mientras en Chile, Colombia y Argentina, DirecTV absorbió a Sky, en México y Brasil, Sky absorbió a DirecTV.

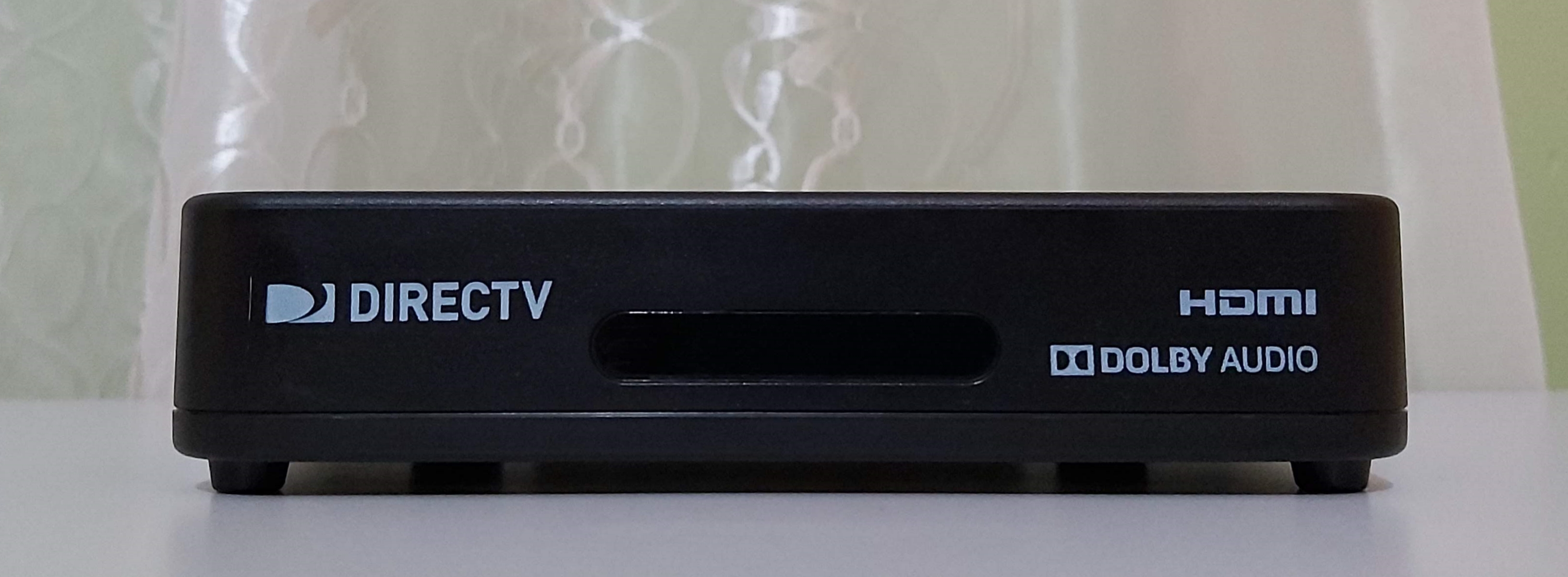
Decodificador de DirecTV HD usado en la mayoría de países donde DirecTV presta servicio.

En 2005, el Grupo Cisneros vende su participación del 14.1 % en la proveedora a Hughes Electronics Corporation por un valor de US$325 millones. Para ese año, Hughes Electronics cambió su nombre legal a The DirecTV Group Inc.
En 2015, The DirecTV Group Inc fue adquirida por la multinacional estadounidense AT&T, la cual se convirtió en la nueva matriz de DirecTV Latin America LLC. No obstante, la subsidiaria siguió estando subordinada a The DirecTV Group, la cual pasó a llamarse DirecTV LLC.
El 19 de enero de 2016, el Secretario de Medio Ambiente de Bogotá sancionó a la subsidiaria colombiana de DirecTV, DirecTV Colombia Ltda., con una suma de  $ 118 millones por colocar anuncios sin el permiso correspondiente de la ciudad. La compañía violó el Decreto 959 de 2000, que regula donde las empresas pueden colocar publicidad pública.
El 15 de septiembre de 2017, Reuters informó, citando fuentes anónimas, que AT&T había contratado a un asesor para considerar la posibilidad de ofrecer a DirecTV Latin America LLC en la bolsa de valores. El motivo principal fue citado como la necesidad de reducir la carga de deuda que AT&T asumiría con la compra de Time Warner según lo previsto. Sin embargo, el 19 de abril de 2018, este plan fue cancelado. En ese mismo año, DirecTV Latin America cambió su nombre legal a Vrio Corp y fue separada de su matriz para estar subordinada directamente a AT&T Latin America.
El 19 de mayo de 2020, las operaciones de DirecTV en Venezuela fueron cerradas de manera total e inmediata debido a las sanciones del gobierno de Estados Unidos y por la transmisión obligatoria de Globovisión y PDVSA TV, canales sancionados, impuesta por la comisión de telecomunicaciones de Venezuela, CONATEL. Las sanciones prohíben a empresas estadounidenses mantener relaciones comerciales con empresas relacionadas al gobierno de Nicolás Maduro, acción que les limita la transmisión de los canales de Globovisión y PDVSA TV, los cuales se requieren bajo la licencia de DirecTV para proporcionar el servicio de televisión de pago en ese país. Un día antes, el 18 de mayo, fueron despedidos todos los trabajadores de la empresa. En respuesta, las autoridades venezolanas detuvieron a tres ejecutivos de DirecTV: Carlos Villamizar, el gerente general Héctor Rivero y el vicepresidente comercial Rodolfo Carrano. Estos declararon que no tenían conocimiento previo del cierre de la empresa, decisión que fue tomada directamente desde Estados Unidos. Los tres fueron encarcelados en El Helicoide acusados de «presunta coautoría en la comisión de los delitos de estafa agravada, boicot, desestabilización de la economía y asociación para delinquir». Además, el Tribunal Supremo de Justicia ordenó la ocupación de las oficinas de DirecTV, con todos sus bienes siendo confiscados por CONATEL.
Como reacción en cadena, comenzó el contrabando de decodificadores prepago de DirecTV Colombia, mayormente en zonas cerca a la frontera con el país vecino como Táchira y Mérida. Los equipos se revenden a un precio de US$120 y se pueden recibir canales colombianos como Caracol Televisión y RCN así como canales censurados de emitir en el país como CNN en Español.
El 14 de agosto, la subsidiaria venezolana de DirecTV, Galaxy Entertainment de Venezuela C.A., fue vendida a una empresa chilena denominada Scale Capital, quienes recibieron autorización de la Comisión de Telecomunicaciones de Venezuela para restituir la señal de la operadora. Al mismo tiempo, el servicio fue restaurado y los usuarios podían recibir la mayor parte de los canales del plan básico. El 8 de octubre, DirecTV Venezuela cambia de nombre a Simple TV.
En julio de 2021, AT&T vende Vrio Corp al Grupo Werthein, conglomerado de origen argentino, por 500 millones de dólares. Esta venta incluyó a las filiales de DirecTV en Sudamérica y el Caribe así como a la proveedora satelital Sky Brasil. Las acciones de Vrio Corp en Sky México no fueron incluidas en la adquisición, por lo que fueron vendidas de vuelta a AT&T. Tampoco fue incluida en la venta la subsidiaria encargada de la comercialización de internet por fibra óptica en Colombia, la cual había sido vendida a Telefónica a fines de mayo. La adquisición se da en un contexto de ventas de activos por parte de AT&T para reducir la grave deuda que posee a raíz de la compra de Time Warner y de DirecTV.

## Filiales

### Chile
La filial chilena de Vrio (DirecTV Chile Ltda.) opera en el país desde 1994. DirecTV compró Sky Chile y le cambió el nombre a DirecTV Chile (manteniéndose con ese nombre y como filial de Vrio Corp.). Firmó un acuerdo con GTD Manquehue para ofrecer servicios completos de teléfono, televisión e Internet en todo el país.
- Durante el segundo trimestre de 2011, la compañía se posicionó como la segunda compañía de TV paga de más rápido crecimiento en Chile, registrando el 23.8% del mercado total.
- En 2012, la compañía lideró el mercado de TV paga con una participación de mercado de 18.7%.
- Entre 2012 y 2015, DirecTV Chile recibió el premio "Consumer Loyalty" NPS.
- Entre diciembre de 2012 y marzo de 2013, la compañía se consolidó como la primera compañía de televisión paga que más creció en el país.
- Entre 2011 y 2016, DirecTV Chile recibió el Premio Nacional a la Satisfacción del Cliente ProCalidad como el mejor servicio de televisión paga.

En 2012, hizo un acuerdo con el Club Deportivo Universidad Católica para llevar la marca DirecTV en sus camisetas. En 2015, hizo un acuerdo con Colo-Colo para llevar también el logotipo de DirecTV.
- 2012 -   Club Deportivo Universidad Católica
- 2014 -  Liga Nacional de Básquetbol de Chile
- 2015 -  Club Social y Deportivo Colo-Colo

### Brasil
SKY Serviços de Banda Larga Ltda. (conocido popularmente por el nombre Sky) es una empresa concesionaria de telecomunicaciones brasileño. Funciona con TV paga, TV por satélite, Internet de banda ancha y fue fundada el 11 de noviembre de 1996.